# Джон Бул
Джон Съмтър Бул (на английски: John Sumter Bull) е роден в Мемфис, Тенеси на 25 септември 1934 г. Пилот от USN, инженер и астронавт. Починал в Тахо, Калифорния на 11 август 2008 г.

## Образование
Джон Бул е завършил началното и средното образование в родния си град. Става бакалавър по инженерна механика в Университета Райс през 1957 г. През 1973 г. защитава докторат по инженерна механика в Станфордски университет, Санта Клара, Калифорния.

## Военна кариера
През юни 1957 г. постъпва в USN. След като завършва курсовете на обучение става боен пилот в ескадрила VF-114, която през годините на неговата служба е базирана на самолетоносачите USS Ranger (CV-61), USS Hancock (CV-19) и USS Kitty Hawk (CV-63). През февруари 1964 г. Бул завършва школата за тест пилоти на USN Мирамар, известна като Топ гън академи. В кариерата си има общ нальот от 2100 полетни часа, от тях 1800 часа на реактивни самолети.

## Служба в НАСА
На 4 април 1966 г., Джон Бул е избран от НАСА в Астронавтска група №5. Преминава общия курс на обучение по програмата Аполо. Включен е в поддържащия екипаж на Аполо 8. След този полет е зачислен в групата, която изследва херметичността на лунния модул. По време на тези тестове, Бул развива остра белодробна недостатъчност и е свален незабавно от графика на екипажите в лунната програма. Напуска НАСА през 1973 г.

## След НАСА
След като напуска НАСА, Джон Бул работи като редовен доцент в Ames Research Center от 1973 до 1985 г. От 1986 до 1989 г. отново работи за НАСА, като нещатен сътрудник. След това до пенсионирането си през 1997 г. е представител на Ames Research Center в НАСА.